# Fabrice Lig
Fabrice Lig, de son vrai nom Fabrice Ligny, aussi connu sous Soul Designer, est un producteur et disc jockey belge de techno.
Durant sa carrière, il collabore avec des labels discographiques comme PIAS, KMS, Planet E, Submerge, R&S Records, Third Ear, 7th City Records (Dan Bell), F Communications (Laurent Garnier), Versatile Records, Classic, Compost, Subject Detroit, Motech, Raygun, Playhouse Records, Kanzleramt, 70 Drums, Clone, et Trapez Ltd. Il a également remixé et collaboré avec des artistes comme Laurent Garnier et DJ Hell.

## Biographie
C'est en 1988, à l'âge de 16 ans, qu'il découvre le son de la techno de Détroit dans les clubs belges. Il commence alors à mixer et à collectionner des disques. Il collabore à des projets comme The Interwaves et Bug Orchestra, continue ses études et devient professeur d'histoire. Il réalise notamment un remix Kevin Saunderson, et est salué à l'occasion par Mad Mike comme « prenant part à l'histoire de la techno de Détroit »[réf. nécessaire]. En 2000, il gagne un concours organisé par Laurent Garnier et signe un premier album sur le label F Communications, Walking on a Little Cloud, sorti en 2002 sous le nom Soul Designer, et distribué par PIAS,.
Après ses premières expériences de production, Fabrice Lig se fait connaitre à l'international dès 1998 grâce à son remix pour E-Dancer, le projet de Kevin Saunderson, sur son label KMS. Au cours de toutes ces années de production, Fabrice construit une réputation sur le plan du DJing et des prestations « live » grâce à ses sets toujours remarqués dans des clubs et festivals internationaux comme le Panorama Bar-à Berlin, le Fabric à Londres, le Womb à Tokyo, le Detroit Fuse-In Festival, le Fuse à Bruxelles, le Loft à Barcelone, le Sub Club à Glasgow, The End à Londres, le Edge à São Paulo, le Sonar Festival, Le mondialement connu Montreux Jazz Festival, le Bourges festival (sur scène avec Jean-Michel Jarre).
En 2003, il sort l'album Roots of the Future chez Raygun Records, suivi un an plus tard par My 4 Stars chez Kanzleramt. En 2005, il connaît la consécration par le Detroit Free Press où les lecteurs le nomment « meilleur set du Fuse-In Festival »[réf. nécessaire]. En septembre 2005, Lig lance son label Melodika, qui propose des morceaux allant de la techno de Détroit à la house de Chicago. La même année, il sort le best-of The Story of a Musical Puzzle pour Technorient. En 2006, il travaille sur un morceau avec Ken Ishii et revitalise son alias Soul Designer. Par la suite en 2007, Fabrice décide de se reconcentrer sur ses activités pédagogiques, et donc diminuer son temps passé en studio. Il produit alors son EP Purple Raw sorti en 2008 chez Versatile, mais aussi des EP sur le label mythique R&S et un EP pour Subject Detroit, le label de DJ Bone ainsi que de très bons remixes, pour Agoria notamment.
Son album Galactic Soul Odyssey sort en 2014 chez Planet E. En 2017, il obtient l'octave Musiques électroniques décernée lors des Octaves de la musique. Il revient plus tard en 2022 avec l'album The Mental Bandwidth, puis 101 en 2023.

## Discographie

### Albums studio
- 2002 : Walking on a Little Cloud (F Communications)
- 2003 : Roots of the Future (Raygun Records)
- 2004 : My 4 Stars (Kanzleramt)
- 2010 : Genesis of a Deep Sound (Fine Art Recordings)
- 2014 : Galactic Soul Odyssey (Planet E)
- 2022 : The Mental Bandwidth (Elypsia)
- 2023 : 101 (Lig Music)

### Singles et EP notables
- 1994 : Interwaves E.P.
- 1994 : Interwaves II
- 1994 : XX1
- 1994 : Power of Rhythm
- 1997 : INT 1
- 2000 : Interwaves 5
- 2001 : Last Eden EP
- 2002 : Gualapagos EP (Raygun Records)
- 2003 : Universal Tech EP